# Oligostigma tigrinale
Oligostigma tigrinale là một loài bướm đêm trong họ Crambidae.